# 蓋夫蓋利亞市鎮

盖夫盖利亚市鎮在北马其顿的位置

盖夫盖利亚市鎮是北馬其頓共和國的一個市镇，行政中心为蓋夫蓋利亞，属于东南统计区。總面積317平方公里，2020年人口24,983。
該市鎮西臨卡瓦達爾齊市鎮，西北面是代米尔卡皮亚市镇，東北面是瓦蘭多沃市鎮，東接波格丹齐市镇，南鄰希臘。

## 外部連結
- 官方网站